# Povijest trovanja
Povijest trovanja drugi je EP hrvatskog black metal-sastava Pogavranjen. Sastav je samostalno objavio EP 22. rujna 2012. godine.

## O albumu
Album je bio objavljen u CD i digitalnoj inačici, od kojih je prva ograničena na 100 primjeraka te se međusobno razlikuju po naslovnicama. CD inačica također sadrži i pjesmu "Tragedija u vapnu" koja nije prisutna na digitalnoj inačici.

## Popis pjesama
| 1.    | »Otrov« (instrumental) | 3:07 |
| 2.    | »Dream Merchant«       | 5:05 |
| 3.    | »Lugergeist«           | 4:58 |
| 4.    | »Coal Saliva«          | 4:43 |
| 5.    | »Olovna vulva«         | 3:28 |
| 6.    | »The Arsonist«         | 3:02 |
| 7.    | »Tragedija u vapnu«    | 7:13 |
| 31:36 |                        |      |

## Zasluge
| Pogavranjen - Lümfa – gitara, bas-gitara - Glaatz – bubnjevi - Stid – bubnjevi, snimanje - Vradžbinar Nerast – vokali | Ostalo osoblje - Vedran Brlečić-Brle – produkcija, miksanje, mastering |